# Beat on My Drum
Singles par Gabry Ponte
Skyride
(2011)
Singles par Pitbull
There She Goes
(2012) Get It Started
(2012)
Beat on My Drum est une chanson du DJ et compositeur italien Gabry Ponte et de la chanteuse Sophia Del Carmen en collaboration avec le rappeur cubano-américain Pitbull. 
La chanson est sortie le 8 mai 2012 sous format CD single  et digital.

## Formats et liste des pistes
- Téléchargement digital

1. Beat on My Drum (featuring Pitbull et Sophia Del Carmen) – 3:44

- CD single

1. Beat on My Drum (Original US Radio Spanish) – 3:44
2. Beat on My Drum (Original US Radio Spanish)" – 3:44

- Remixes - EP[3]

1. Beat on My Drum (Eu Radio Edit) - 3:47
2. Beat on My Drum (Eu Extended Spanis) - 4:43
3. Beat on My Drum (Gabry Ponte Club) - 3:02
4. Beat on My Drum (Gabry Ponte Club) - 5:16
5. Beat on My Drum (DJs from Mars Remix) - 3:03
6. Beat on My Drum (DJs from Mars Remix) - 6:06

## Crédits et personnels
- Chanteur– Pitbull and Sophia Del Carmen
- Réalisateurs –  Gabry Ponte
- Parole – Gabry Ponte, Armando Perez
- Label: Exit 8 Media Group, Dance & Love Recorder

Source:

## Classement par pays
| Classement (2012)                           | Meilleure position |
| ------------------------------------------- | ------------------ |
| États-Unis Hot Dance Club Songs (Billboard) | 13                 |

## Historique de sortie
| Pays       | Date       | Format                 | Label                            |
| ---------- | ---------- | ---------------------- | -------------------------------- |
| États-Unis | 8 mai 2012 | Téléchargement digital | Exit 8 Media Group, Dance & Love |